# Motala Södra By
Motala Södra By är en före detta by söder om Motala ström i Motala socken.

## En av tre byar i det forna Motala
Motala Södra By (Motala Sundan åhn) utgörs på lantmätare Johan Larsson Groths karta 1636–1637 av kungsgård samt fem kronohemman, allt inom Aska härad. Norr om Motala ström fanns Motala Norra By och omedelbart väster om denna Bispmotala. Kungshuset i Motala Södra By låg söder om bron där Motala ström möter Motalaviken. Det uppfördes av Gustav Vasa 1552. När kartan framställdes användes det som krog. Idag återstår endast källaren.

## Motala Södra By 1848
Enligt 1848 års skifteskarta bestod södra byn av följande gårdar: Hollstensgården, Stjärnorpsgården, Aspegården och Spolegården samt Gästgivaregården. Därtill kom Fiskaregården längre österut, nära gränsen till den nedströms belägna kvarnbyn Holm. 

## Kvarnar och verk i södra byn
Södra byns kvarnar var från Vättern räknat Nykvarn (även kallad Lindenäskvarn; hörde till Lindenäs gård norr om Motala), Hollstensgårdskvarn, Långspångskvarn, Stjärnorpskvarn (fanns på 1500-talet), Spolegårdskvarn och Fiskaregårdens kvarn. Vidare fanns flera fasta fisken, fiskeverk, längs strömmen. Ett tillhörde Ulvåsa och ett annat Vadstena hospital. Det fanns också en sämskarestamp. 
Nykvarn och en därmed sammanbyggd kvarn hade tillsammans sju par stenar. Till Stjärnorpsgården hörde förutom kvarnen (med två par stenar) en knipphammare och en stamp samt ålfiske.
Aspegårdens kvarn (även kallad Sågarehems kvarn) låg i norra byn, vid Långspången.